# ワカマー川

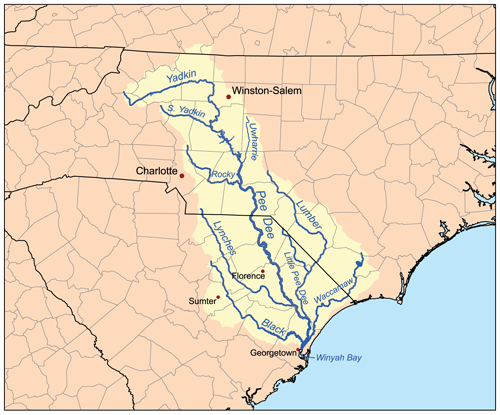

ワカマー川 (ワカマーがわ、Waccamaw River) はアメリカ合衆国ノースカロライナ州南東部およびサウスカロライナ州東部を流れる川。長さはおよそ225km、流域面積は約2886 km²で、大西洋へ注ぐ。流れの遅いブラックウォーターで、周囲には広大な湿地がひろがる。
水源はノースカロライナ州コロンバス郡にあるワカマー湖である。湖から流れ出すワカマー川はコロンバス郡とブランズウィック郡の境界となっている。川は南西に海岸線と平行に流れ、海岸との距離はおおむね24kmである。サウスカロライナ州に入るとオリー郡を横切り、コンウェーを通過する。バージェス付近で北西からピーディー川が合流。川はさらに南西に流れるが、海岸との距離は8kmしかなく、川と海に挟まれた場所はワカマーネックと呼ばれる。ジョージタウンで北からブラック川が合流し、南東に向きをかえてウィンヤー湾で海に入る。すぐ南にはサンティー川の河口がある。
ワカマー川はコンウェーまでは航行可能である。またバックスポートで北東から大西洋沿岸内水路が合流し、ワカマー川の下流部は同水路の一部となっている。